# Acosta (cràter)
Acosta és el nom d'un petit cràter lunar localitzat al nord del prominent cràter lunar Langrenus, prop de la vora est del Mare Fecunditatis. A l'oest està el trio d'Atwood, Naonobu i Bilharz. Acosta porta el nom del naturalista portuguès Cristóvão da Costa.
El cràter és circular i té una forma de bol, amb un petit pis interior en el punt mitjà de la inclinació de les parets internes. El cràter va ser designat com Langrenus C abans de ser reanomenat per la Unió Astronòmica Internacional.